# Eduard Harald Schrack
Eduard Harald Schrack (* 3. April 1930 in Wien; † 24. Januar 2015 in Kitzbühel) war ein österreichischer Industrieller.

## Leben
Der Sohn von Eduard Schrack und Wilhelmine, geb. Kafka, studierte Physik in Wien und trat 1952 in das väterliche Unternehmen, die Schrack Elektrizitäts AG ein. Er heiratete Eva Scholz. Ab 1962 war er Vorstandsmitglied und 1973–1991 Vorstandsvorsitzender. 1978 nahm er die 1948 vorübergehend beendete Zusammenarbeit mit Ericsson wieder auf.
Die E. H. Schrack Components AG  wurde Europas größter Hersteller von Printrelais.
1994 zog er sich aus dem Unternehmen zurück und verkaufte es an die Ericsson AG Österreich.

## Kritik
Im Jahr 1981 war das Unternehmen in einen Schmiergeldskandal verwickelt. Eduard Harald Schrack war angeklagt, über einen Mitarbeiter erhebliche Bargeldsummen gezahlt zu haben, um an Aufträge für den Krankenhausausbau des Allgemeinen Krankenhauses in Wien heranzukommen.